# Kuttepiel

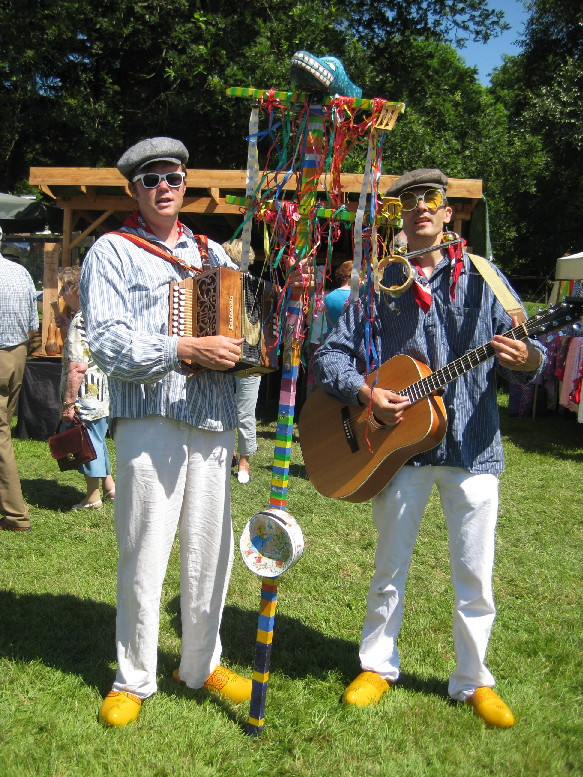
kuttepiel met klapperklomp bespeeld door de Akoestini's

Een kuttepiel is een percussie-instrument.
Het instrument bestaat uit een stok waaraan haaks daarop een paar balkjes zijn bevestigd. Aan die balkjes zijn kroonkurken gespijkerd en in het midden is als trommeltje een omgekeerd conservenblik bevestigd. Het instrument wordt bespeeld door ermee op de grond te stampen voor de downbeat terwijl de afterbeat op het blik geslagen wordt.
Varianten op dit basisontwerp zijn onder andere: 
1. kuttepiel met klepperklomp boven op de stok;
2. kuttepiel met een ijzerdraad gespannen van de top van de stok over het blik naar onderen. Deze snaar kan men in trilling brengen met een geribbelde strijkstok, waardoor een raspend geluid ontstaat. Deze versie van de kuttepiel wordt ook wel duivelsviool genoemd.

## Bands
Muziekformaties die gebruik maken van de kuttepiel zijn:
- Pigmeat (Fries folkduo)
- De Akoestini's (Gronings volksmuziekduo) - de kuttepiel is uitgerust met een klomp bovenop de stok die een klapgeluid maakt, zelf noemen zij het instrument "kutteklomp"
- Baldrs Draumer
- de FloraShantys (shantykoor uit Heerenveen)

## Aanverwante instrumenten
In Australië bestaat ook een soortgelijk instrument; daar wordt het Lagerphone genoemd.
Aanverwante instrumenten aan de kuttepiel zijn:
- Teufelsgeige
- Monkeystick
- Ugly stick
- Rammelesjang